# Då som nu för alltid
Då som nu för alltid (sueco para "Entonces, como ahora, por siempre") es el duodécimo y último álbum de estudio de la banda de rock alternativa sueca Kent. El álbum fue lanzado el 20 de mayo de 2016 a través de RCA Records y Sony Music.

## Pistas
Música y letras escritas por Joakim Berg, excepto "Den sista sången", escrita por Berg con la colaboración de Liv Berg, Ava Berg y Sixten Berg. 
| N.º | Título                  | Duración |
| --- | ----------------------- | -------- |
| 1.  | Andrómeda               | 4:36     |
| 2.  | Tennsoldater            | 4:08     |
| 3.  | Vi är för alltid        | 4:51     |
| 4.  | Den vänstra stranden    | 4:46     |
| 5.  | Nattpojken & Dagflickan | 3:56     |
| 6.  | Vi är inte längre där   | 5:19     |
| 7.  | Forlåtelsen             | 5:55     |
| 8.  | Skyll inte ifrån dig    | 4:29     |
| 9.  | Gigi                    | 3:53     |
| 10. | Falska profeter         | 6:19     |
| 11. | Den sista sången        | 5:16     |

## Fondo
En junio de 2015, el diario sueco Expressen informó que Kent grabaría su duodécimo álbum de estudio en Electric Lady Studios, en la ciudad de Nueva York. Kent posteó una imagen en su página de Facebook oficial en diciembre de 2015 que decía: "Gracias por ahora, Electric Lady Studios". En febrero de 2016, Kent fue incluido en el Swedish Music Hall of Fame.
El 14 de marzo de 2016 Kent anunció el lanzamiento de Då som nu för alltid a través de RCA Records y Sony Music. Este es el primer álbum de Kent en Sony Music desde En plats i solen (2010). La canción "Egoist" fue publicada como el primer single del álbum, sin embargo, el 17 de abril de ese mismo año, Kent anunció la lista de canciones oficial y "Egoist" no estaba incluida. En su lugar, el 3 de mayo "Vi är inte längre där" fue lanzada como el primer sencillo oficial del álbum.